# Isometrus palani
Espèce
Isometrus palani est une espèce de scorpions de la famille des Buthidae.

## Distribution
Cette espèce est endémique d'Inde.

## Systématique et taxinomie
Cette espèce a été décrite par Deshpande, Gowande, Dandekar, Joshi, Bastawade et Sulakhe en 2024.

## Étymologie
Son nom d'espèce lui a été donné en référence au lieu de sa découverte, les Palani Hills.

## Publication originale
- Deshpande, Gowande, Dandekar, Joshi, Bastawade & Sulakhe, 2024 : « A baffling case of morphological, molecular and ecological discordance in Isometrus Ehrenberg, 1828 (Scorpiones: Buthidae) with the description of five new species from southern India. » Zoologischer Anzeiger, vol. 308, no 1/2, p. 71-98.